# Suprematismo

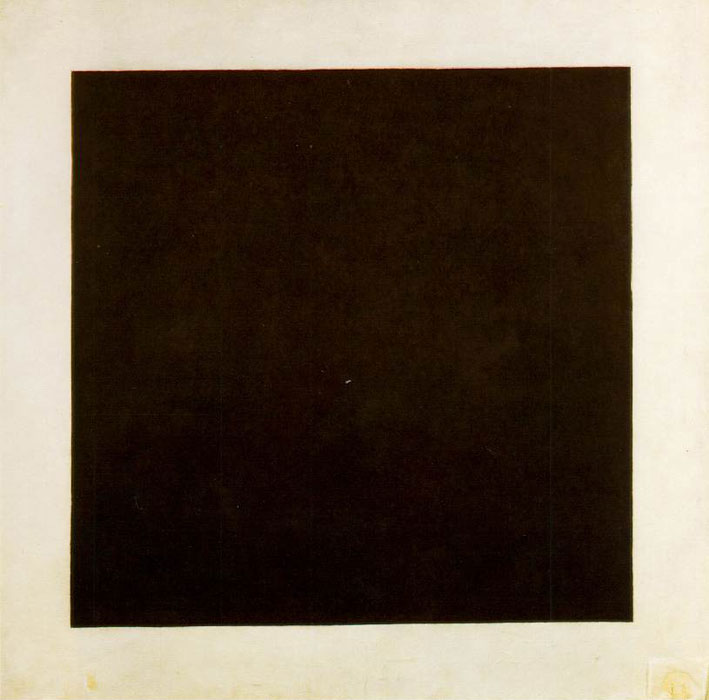
Esempio di arte suprematista. Quadrato nero su fondo bianco di Malevič (1915)

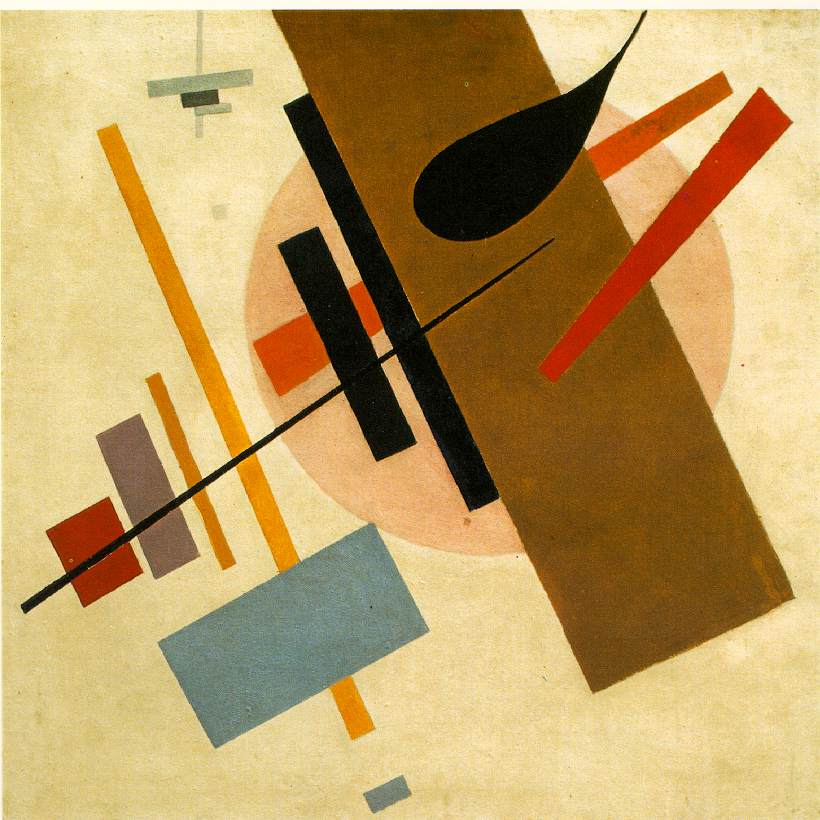
Il Suprematismo di Malevič, 1916-1917, Museo d'arte di Krasnodar

Il Suprematismo è un movimento artistico sovietico che fa parte del più vasto fenomeno delle avanguardie artistiche sovietiche attive nei primi decenni del XX secolo.
Fondato dal pittore Kazimir Malevič intorno al 1913 e teorizzato dapprima nel manifesto del 1915, in collaborazione con il poeta Majakovskij e successivamente nel saggio del 1920 Il Suprematismo, ovvero il mondo della non rappresentazione, il Suprematismo fu presentato pubblicamente per la prima volta a Pietrogrado nel 1915, in occasione della mostra: "Ultima mostra futurista 0.10 (Zero-dieci)".

## Storia
Kazimir Malevič sviluppò il concetto di Suprematismo quando era già un pittore affermato, avendo esposto opere cubo-futuriste alle mostre "La coda dell'asino" e "Der Blaue Reiter" del 1912. La proliferazione di nuove forme artistiche in pittura, poesia e teatro, nonché la rinascita dell'interesse per l'arte popolare tradizionale russa, crearono un ambiente fertile in cui nacque la cultura modernista.

Nel suo libro "Suprematismo" (Parte II del suo libro Il mondo della non-oggettività, pubblicato nel 1927 a Monaco come Libro Bauhaus n. 11), Malevič affermò chiaramente il concetto fondamentale del Suprematismo:
Con Suprematismo intendo il primato del sentimento puro nell'arte creativa. Per il Suprematista, i fenomeni visivi del mondo oggettivo sono, di per sé, privi di significato; l'elemento significativo è il sentimento in quanto tale, indipendentemente dall'ambiente in cui viene suscitato.
Creò una "grammatica" suprematista basata sulle forme geometriche fondamentali, in particolare il quadrato e il cerchio. Alla Mostra 0.10 del 1915, Malevič espose i suoi primi esperimenti di pittura suprematista. Il fulcro della sua mostra era il Quadrato Nero, collocato in quello che nella tradizione ortodossa russa viene chiamato l'angolo rosso/bello; il posto dell'icona principale in una casa. "Quadrato Nero" fu dipinto nel 1915 e fu presentato come una svolta nella sua carriera e nell'arte in generale. Malevič dipinse anche Bianco su Bianco, anch'esso considerato una pietra miliare, che segnò il passaggio dal Suprematismo policromo al monocromo.

## Caratteristiche

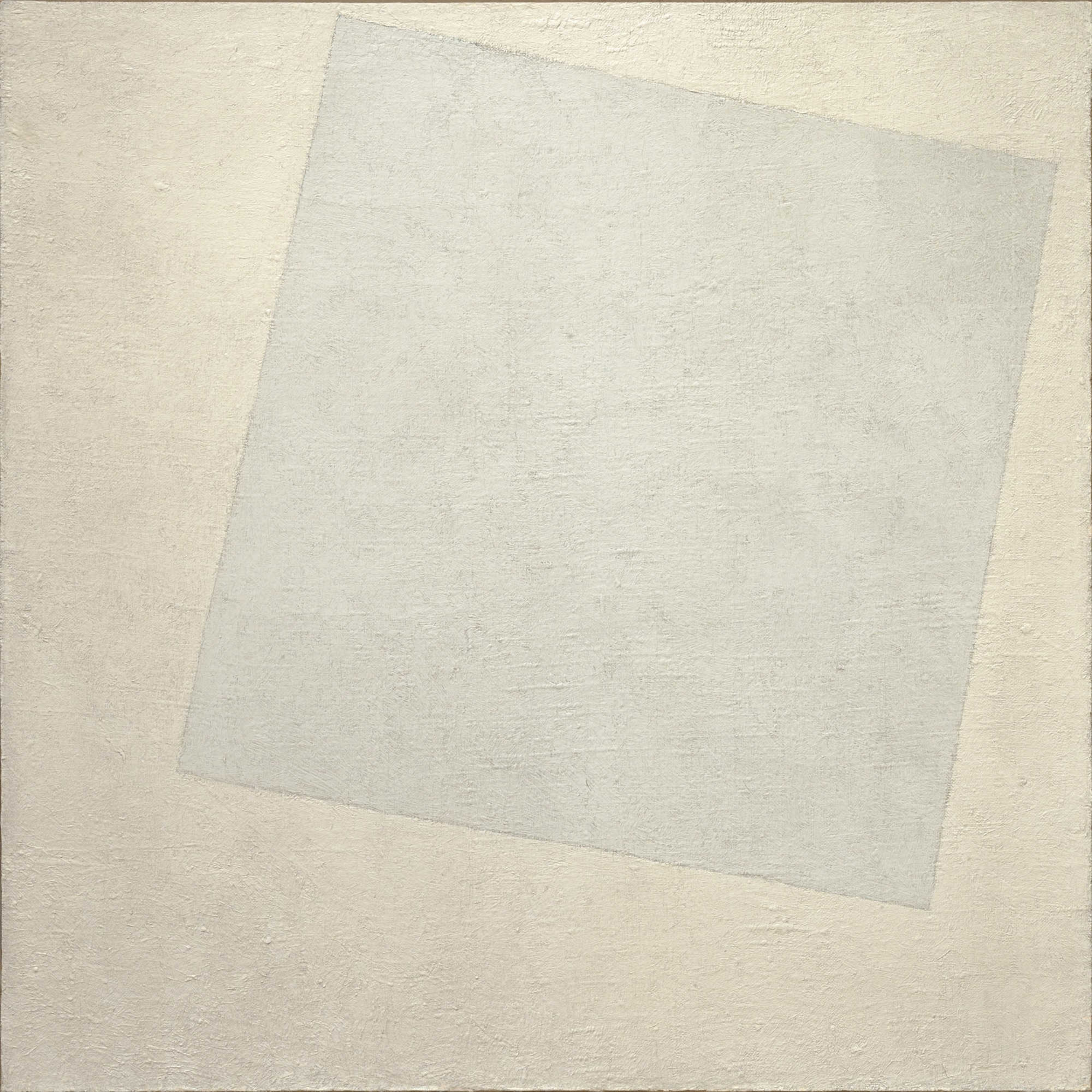
Bianco su Bianco (Malevič, 1918)

Il Suprematismo è caratterizzato da una rappresentazione estremamente semplificata degli elementi figurativi, che venivano ridotti ad una composizione di forme geometriche pure.
Malevič sosteneva che l'artista moderno doveva guardare a un'arte finalmente liberata da fini pratici ed estetici e lavorare soltanto assecondando una pura sensibilità plastica. Sosteneva quindi che la pittura fino a quel momento non fosse stata altro che la rappresentazione estetica della realtà e che invece il fine dell'artista doveva essere quello di ricercare un percorso che conducesse all'essenza dell'arte: all'arte fine a se stessa.
La parola Suprematismo deriva dal pensiero dell'autore: secondo Malevič l'arte astratta sarebbe superiore a quella figurativa, infatti in un quadro figurativo vediamo rappresentato un qualsiasi oggetto o forma vivente, mentre nell'opera suprematista non c'è che un solo elemento: il colore, che viene espresso nel miglior modo possibile in un dipinto astratto.
Il Suprematismo resta legato essenzialmente al nome del suo iniziatore, anche se i riflessi della sua poetica vanno al di là dei dipinti e modelli architettonici dell'artista, influenzando l'opera di Tatlin, Larionov, Ivan Puni e Anish Kapoor.

## Distinto dal costruttivismo
Il Suprematismo di Malevič si oppone fondamentalmente alle posizioni post-rivoluzionarie del costruttivismo e del materialismo. Il costruttivismo, con il suo culto dell'oggetto, si occupa di strategie utilitaristiche di adattamento dell'arte ai principi dell'organizzazione funzionale. Con il costruttivismo, il tradizionale "pittore da cavalletto" si trasforma nell'artista-ingegnere incaricato di organizzare la vita in tutti i suoi aspetti.

Il Suprematismo, in netto contrasto con il costruttivismo, incarna una filosofia profondamente anti-materialista e anti-utilitaristica. In "Suprematismo" (Parte II de "Il mondo della non-oggettività"), Malevič scrive:
L'arte non si cura più di servire lo Stato e la religione, non vuole più illustrare la storia dei costumi, non vuole più avere nulla a che fare con l'oggetto in quanto tale e crede di poter esistere, in sé e per sé, senza "cose" (cioè la "sorgente di vita collaudata").
Jean-Claude Marcadé ha osservato che "Nonostante le superficiali somiglianze tra costruttivismo e Suprematismo, i due movimenti sono comunque antagonisti ed è molto importante distinguerli". Secondo Marcadé, la confusione è nata perché diversi artisti – direttamente associati al Suprematismo, come El Lissitzky, o che lavoravano sotto l'influenza suprematista, come Rodčenko e Ljubov' Popova – hanno poi abbandonato il Suprematismo per la cultura dei materiali. Il Suprematismo non abbraccia una filosofia umanistica che pone l'uomo al centro dell'universo ma concepisce l'uomo – l'artista – come creatore e trasmettitore di quella che per Malevič è l'unica vera realtà del mondo: quella dell'assoluta non-oggettività.
...un felice senso di liberatoria non-oggettività mi trascinò in un "deserto", dove nulla è reale tranne il sentimento... — "Suprematismo", Parte II di Il mondo della non-oggettività
Per Malevič è sulle fondamenta della non-oggettività assoluta che verrà costruito il futuro dell'universo: un futuro in cui le apparenze, gli oggetti, la comodità e la convenienza non domineranno più.

## Influenze sul movimento
Malevič attribuì anche la nascita del Suprematismo a "La Vittoria sul Sole", l'opera futurista di Kručeňych, per la quale disegnò scene e costumi nel 1913. L'obiettivo degli artisti coinvolti era rompere con il teatro tradizionale del passato e utilizzare una "lingua russa chiara, pura e logica". Malevič mise in pratica questo concetto creando costumi con materiali semplici e sfruttando così le forme geometriche. I fari lampeggianti illuminavano le figure in modo tale che mani, gambe o teste, a turno, scomparissero nell'oscurità. Il sipario era un quadrato nero. Uno dei disegni per lo sfondo mostra un quadrato nero diviso diagonalmente in un triangolo nero e uno bianco. Grazie alla semplicità di queste forme basilari, esse potevano simboleggiare un nuovo inizio.
Un'altra importante influenza su Malevič furono le idee del mistico russo, filosofo e discepolo di Georges Gurdjieff, Pëtr Dem'janovič Uspenskij, che scrisse di "una quarta dimensione o una Quarta Via oltre le tre a cui i nostri sensi ordinari hanno accesso". 
Alcuni titoli di dipinti del 1915 esprimono il concetto di una geometria non euclidea che immaginava forme in movimento o nel tempo; titoli come: Masse dipinte bidimensionali in stato di movimento. Questi offrono alcune indicazioni per la comprensione delle composizioni Suprematiste prodotte tra il 1915 e il 1918.

## La rivistaSupremus
Il gruppo Supremus, che oltre a Malevič comprendeva Aleksandra Ėkster, Ol'ga Rozanova, Nadežda Udaltsova, Ivan Kljun, Ljubov' Popova, Lazar Khidekel, Nikolaj Suetin, Ilja Chashnik, Nina Genke-Meller, Ivan Puni e Ksenia Boguslavskaja, si riunì dal 1915 in poi per discutere della filosofia del Suprematismo e del suo sviluppo in altri ambiti della vita intellettuale. I risultati di queste discussioni sarebbero stati documentati in una pubblicazione mensile chiamata Supremus, il cui titolo rifletteva il movimento artistico che sosteneva, e che avrebbe incluso pittura, musica, arti decorative e letteratura. Malevič concepì la rivista come il fondamento contestuale su cui fondare la sua arte e inizialmente progettava di chiamarla Nul. In una lettera a un collega, spiegò:
Stiamo progettando di pubblicare una rivista e abbiamo iniziato a discuterne su come e cosa. Dato che intendiamo ridurre tutto a zero, abbiamo deciso di chiamarla Nul. In seguito, andremo oltre lo zero noi stessi.
Malevič concepì la rivista come uno spazio di sperimentazione che avrebbe messo alla prova la sua teoria dell'arte non oggettiva. Il gruppo di artisti scrisse diversi articoli per la pubblicazione iniziale, tra cui i saggi "La bocca della terra e l'artista" (Malevič), "Sul vecchio e il nuovo nella musica" (Matjushin), "Cubismo, futurismo, Suprematismo" (Rozanova), "L'architettura come schiaffo al cemento armato" (Malevič) e "La dichiarazione della parola come tale" (Kručeňych). Tuttavia, nonostante un anno dedicato alla pianificazione e alla scrittura di articoli per la rivista, il primo numero di Supremus non fu mai pubblicato.

## El Lissitzky: ponte verso l'Occidente
L'artista più importante che adottò la forma d'arte e le idee sviluppate da Malevič e le diffuse all'estero fu il pittore El Lissitzky. Lissitzky lavorò intensamente con il Suprematismo, in particolare negli anni dal 1919 al 1923. Rimase profondamente colpito dalle opere suprematiste di Malevič, poiché le vedeva come l'equivalente teorico e visivo dei rivolgimenti sociali che si stavano verificando in Russia in quel periodo. Il Suprematismo, con il suo radicalismo, era per lui l'equivalente creativo di una forma di società completamente nuova. Lissitzky trasferì l'approccio di Malevič alle sue costruzioni Proun, che lui stesso descrisse come "la stazione in cui si passa dalla pittura all'architettura". I progetti Proun, tuttavia, rappresentarono anche una rottura artistica con il Suprematismo; il Quadrato Nero di Malevič fu il punto d'arrivo di un rigoroso processo di pensiero che richiese un nuovo lavoro di progettazione strutturale. Lissitzky vide questo nuovo inizio nelle sue costruzioni Proun, dove il termine "Proun" (Pro Unovis) simboleggiava le sue origini suprematiste.
Lissitzky espose a Berlino nel 1923 nelle sale espositive di Arte Non-Oggettuale di Hannover e Dresda. Durante questo viaggio in Occidente, Lissitzky fu in stretto contatto con Theo van Doesburg, creando un ponte tra Suprematismo, De Stijl e Bauhaus.

## Architettura
Lazar Khidekel (1904–1986), artista suprematista e architetto visionario, fu l'unico architetto suprematista emerso dalla cerchia di Malevič. Khidekel iniziò gli studi di architettura alla scuola d'arte di Vitebsk sotto la guida di El Lissitzky nel 1919–20. Fu determinante nella transizione dal Suprematismo planare al Suprematismo volumetrico, creando proiezioni assonometriche (L'Aero-club: Architetto orizzontale, 1922–23), realizzando modelli tridimensionali, come gli architetti, progettando oggetti (modello di un "Posacenere", 1922–23) e realizzando il primo progetto architettonico suprematista (Il circolo dei lavoratori, 1926). A metà degli anni Venti, iniziò il suo viaggio nel regno dell'architettura visionaria. Direttamente ispirato dal Suprematismo e dalla sua idea di un continuum organico di creazione di forme, esplorò nuovi approcci futuristici filosofici, scientifici e tecnologici e propose soluzioni innovative per la creazione di nuovi ambienti urbani, dove le persone avrebbero vissuto in armonia con la natura e sarebbero state protette dai disastri naturali e provocati dall'uomo (la sua proposta, ancora attuale, per la protezione dalle inondazioni: la Città sull'acqua, 1925).
Nikolaj Suetin utilizzò motivi suprematisti nelle opere della Fabbrica Imperiale di Porcellana di San Pietroburgo, dove lavoravano anche Malevič e Chashnik, e Malevič progettò una teiera suprematista. I suprematisti realizzarono anche modelli architettonici negli anni '20, che offrivano una concezione degli edifici socialisti diversa da quella sviluppata nell'architettura costruttivista.
I progetti architettonici di Malevič divennero noti dopo l'edizione del 1922 di Arkhitektoniki. I progetti enfatizzavano l'angolo retto, con analogie con De Stijl e Le Corbusier, ed erano giustificati da un legame ideologico con il governo comunista e l'uguaglianza per tutti. Un altro aspetto del formalismo era la scarsa considerazione per i triangoli, che venivano "screditati come antichi, pagani o cristiani". 
Il primo progetto architettonico suprematista fu creato da Lazar Khidekel nel 1926. Dalla metà degli anni '20 fino al 1932 realizzò anche una serie di progetti futuristici come Aero-City, Garden-City e City Over Water.
Nel 21° secolo, l'architetto Zaha Hadid aveva "un particolare interesse [per] l'avanguardia russa e il movimento noto come costruttivismo" e "come parte del loro lavoro sull'avanguardia russa, l'unità di Hadid studiò il Suprematismo (...)".

## Contesto sociale

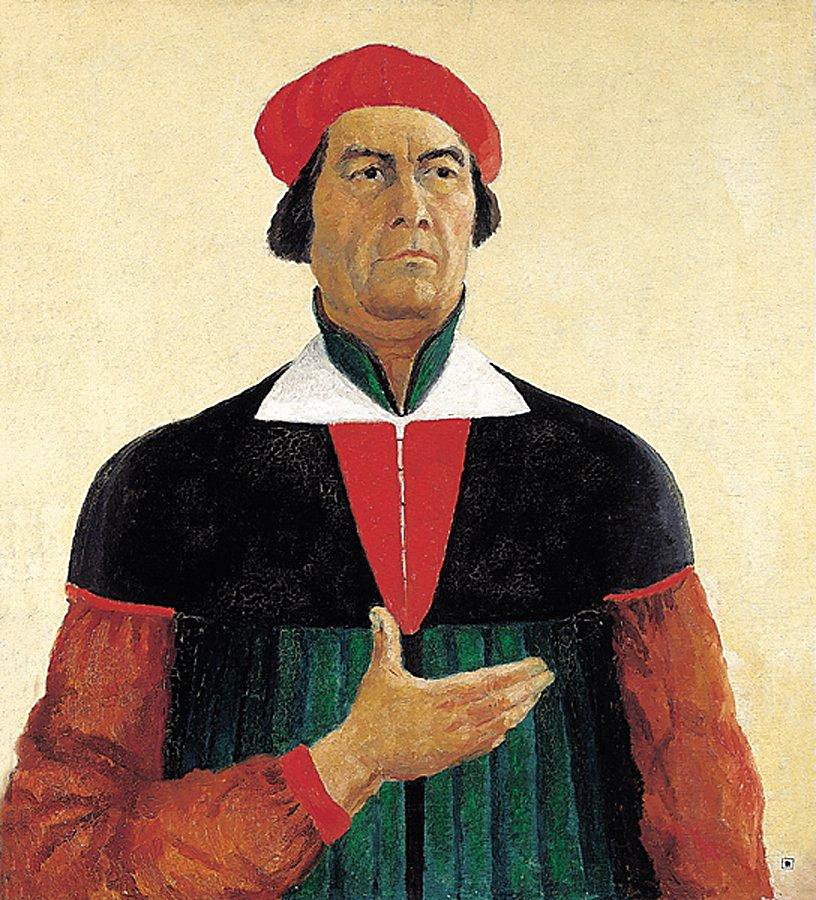
Malevič, Autoritratto, 1933

Questo sviluppo nell'espressione artistica ebbe luogo quando la Russia era in uno stato rivoluzionario, le idee erano in fermento e il vecchio ordine stava venendo spazzato via. Con l'affermarsi del nuovo ordine e dello stalinismo dal 1924 in poi, lo Stato iniziò a limitare la libertà degli artisti. Dalla fine degli anni Venti l'avanguardia russa subì critiche dirette e aspre da parte delle autorità e nel 1934 la dottrina del realismo socialista divenne politica ufficiale, proibendo l'astrazione e la divergenza nell'espressione artistica. Malevič mantenne tuttavia la sua concezione principale. Nel suo autoritratto del 1933 si rappresentò in modo tradizionale – l'unico modo consentito dalla politica culturale stalinista – ma firmò il quadro con un minuscolo quadrato nero su bianco.

## Mostre degne di nota

### Mostre storiche
- Mostra di arte decorativa moderna alla Galleria Lemercier, Mosca, 1915
- L'ultima mostra di pittura futurista 0.10 alla Galerie Dobychina, Pietrogrado, 1915
- Prima mostra d'arte russa alla Galerie Van Diemen, Berlino, 1922
- Prima Mostra Statale di Artisti Locali e di Mosca, Vitebsk, 1919
- Mostra di dipinti di artisti di Pietrogrado di tutte le tendenze, 1918-1923, Pietrogrado, 1923

### Mostre retrospettive
- La grande utopia: l'avanguardia russa e sovietica, 1915-1932 al Solomon R. Guggenheim Museum, New York, 1992
- Il Circolo di Malevič. Confederati. Studenti. Seguaci in Russia tra gli anni '20 e '50, al Museo di Stato Russo, San Pietroburgo, 2000
- Kazimir Malevič: Suprematismo al Solomon R. Guggenheim Museum, New York, 2003
- Zaha Hadid e il Suprematismo alla Galerie Gmurzynska, Zurigo, 2010
- Lazar Khidekel: Sopravvivere al suprematismo al Judah L. Magnes Museum, Berkeley, California, 2004-2005
- Lazar Markovich Khidekel – il suprematista ritrovato alla House Konstruktiv, Zurigo, 2010-2011
- Kazimir Malevič e l'avanguardia russa allo Stedelijk Museum, Amsterdam, 2013
- Malevič: rivoluzionario dell'arte russa alla Tate Modern, Londra, 2014
- Mondi galleggianti e città future. Il genio di Lazar Khidekel, il Suprematismo e l'avanguardia russa. New York, 2013

## Artisti associati al Suprematismo
- Kazimir Malevič
- El Lissitzky
- Ilya Chashnik
- Lazar Khidekel
- Anna Kogan
- Alexandra Ėxter
- Ljubov' Popova
- Sergej Senkin

## Alcune opere
- Quadrato nero su fondo bianco - Malevič (1915, San Pietroburgo, Museo Statale Russo)
- Quattro quadrati - Malevič (1915, Saratov, Museo d'arte Radishchev)
- Quadro bianco su fondo bianco - Malevič (1919, New York, Museum of Modern Art)
- Un uomo inglese a Mosca - Malevič (1913-14, Amsterdam, Stedelijk Museum)
- Composizione suprematista, quadrato rosso e quadrato nero - Malevič (1914-1915, New York, Museum of Modern Art)